# Welschenbach
Welschenbach là một đô thị thuộc huyện Mayen-Koblenz bang Rheinland-Pfalz, phía tây nước Đức. Đô thị Welschenbach có diện tích 2,79 km², dân số thời điểm ngày 31 tháng 12 năm 2006 là 46 người.